# Wieliczki (gromada)
Wieliczki – dawna gromada, czyli najmniejsza jednostka podziału terytorialnego Polskiej Rzeczypospolitej Ludowej w latach 1954–1972.
Gromady, z gromadzkimi radami narodowymi (GRN) jako organami władzy najniższego stopnia na wsi, funkcjonowały od reformy reorganizującej administrację wiejską przeprowadzonej jesienią 1954 do momentu ich zniesienia z dniem 1 stycznia 1973, tym samym wypierając organizację gminną w latach 1954–1972.
Gromadę Wieliczki z siedzibą GRN w Wieliczkach utworzono – jako jedną z 8759 gromad – w powiecie oleckim w woj. białostockim, na mocy uchwały nr 20/V WRN w Białymstoku z dnia 4 października 1954. W skład jednostki weszły obszary dotychczasowych gromad Wieliczki, Olecko Małe, Niedźwiedzkie i Wilkasy, przyległy obszar lasów państwowych z dotychczasowej gromady Kukowo i przyległy obszar lasów państwowych z dotychczasowej gromady Zatyki ze zniesionej gminy Wieliczki w tymże powiecie oraz miejscowości Skowronki, Szczygły i Lesk i część obszarów rolnych o powierzchni około 125 ha w granicach ustalonych regulacją terenową wyłączone z miasta Olecko. Dla gromady ustalono 14 członków gromadzkiej rady narodowej.
1 stycznia 1972 do gromady Wieliczki przyłączono obszar zniesionej gromady Cimochy oraz wsie Markowskie i Wojnasy ze zniesionej gromady Krupin.
Gromada przetrwała do końca 1972 roku, czyli do kolejnej reformy gminnej. Z dniem 1 stycznia 1973 roku reaktywowano gminę Wieliczki.